# Trần Văn Thời (xã)
Trần Văn Thời là một xã thuộc tỉnh Cà Mau, Việt Nam.

## Địa lý
Xã Trần Văn Thời có vị trí địa lý:
- Phía đông giáp các xã Hưng Mỹ, Lương Thế Trân, Khánh Bình
- Phía tây giáp xã Khánh Hưng và xã Sông Đốc
- Phía nam giáp xã Phú Mỹ
- Phía bắc giáp xã Đá Bạc.

Xã Trần Văn Thời có diện tích 134,41 km², dân số năm 2024 là 55.897 người, mật độ dân số đạt 415 người/km².
Địa hình thị trấn chủ yếu là kênh rạch chằng chịt, nước lợ. Giao thông thủy thịnh hành. Ngành nghề chủ yếu là nuôi trồng thủy sản nước lợ như cua, tôm sú, tôm càng xanh, thương mại dịch vụ phục vụ cho cư dân trong huyện.

## Lịch sử
Ngày 25 tháng 7 năm 1979, Hội đồng Chính phủ ban hành Quyết định số 275-CP về việc:
- Chia xã Trần Hội thành 4 xã: Khánh Lộc, Khánh Dũng, Khánh Xuân, Trần Hội và thị trấn Trần Thời.
- Chia xã Phong Lạc thành 3 xã: Phong Phú, Phong Điền, Phong Lạc.

Ngày 17 tháng 12 năm 1984, Hội đồng Chính phủ ban hành Quyết định số 168-HĐBT về việc đổi tên thị trấn Trần Thời thành thị trấn Trần Văn Thời.
Ngày 14 tháng 2 năm 1987, Hội đồng Bộ trưởng ban hành Quyết định số 33B-HĐBT về việc sáp nhập một phần của xã Phong Phú mới giải thể vào xã Phong Lạc.
Xã Phong Lạc có 5.120 hécta đất và 11.706 nhân khẩu.
Ngày 2 tháng 2 năm 1991, Ban Tổ chức – Cán bộ của Chính phủ ban hành Quyết định số 51/QĐ-TCCP về việc:
- Sáp nhập một phần diện tích và dân số của xã Phong Lạc vào xã Lợi An.
- Sáp nhập một phần diện tích và dân số của thị trấn Sông Đốc vào xã Phong Lạc.

Ngày 6 tháng 11 năm 1996, Quốc hội ban hành Nghị quyết về việc chia tỉnh Minh Hải thành tỉnh Bạc Liêu và tỉnh Cà Mau. Khi đó, thị trấn Trần Văn Thời, xã Khánh Lộc, xã Phong Lạc thuộc huyện Trần Văn Thời, tỉnh Cà Mau.
Ngày 5 tháng 9 năm 2005, Chính phủ ban hành Nghị định số 113/2005/NĐ-CP về việc:
- Thành lập xã Khánh Lộc thuộc huyện Trần Văn Thời trên cơ sở 2.478 ha diện tích tự nhiên và 8.215 người của xã Trần Hợi.
- Thành lập xã Phong Điền thuộc huyện Trần Văn Thời trên cơ sở 5.578,88 ha diện tích tự nhiên và 13.208 người của xã Phong Lạc.

Sau khi điều chỉnh địa giới hành chính, xã Phong Lạc còn lại 4.465 ha diện tích tự nhiên và 9.506 nhân khẩu.
Ngày 24 tháng 8 năm 2016, UBND tỉnh Cà Mau ban hành Quyết định số 1463/QĐ-UBND về việc công nhận thị trấn Trần Văn Thời là đô thị loại V.
Ngày 9 tháng 12 năm 2020, HĐND tỉnh Cà Mau ban hành Nghị quyết số 28/NQ-HĐND về việc:
- Sáp nhập Khóm 6 vào Khóm 2
- Sáp nhập Khóm 9 vào Khóm 4.

Tính đến ngày 31/12/2024:
- Thị trấn Trần Văn Thời có 7 khóm: 1, 2, 3, 4, 5, 7, 8.
- Xã Khánh Lộc có 9 ấp: Đòn Dong, Độc Lập, Kinh Ngang, Kinh Tư, Rạch Ruộng A, Rạch Ruộng B, Rạch Ruộng C, Trảng Cò, Vườn Tre.
- Xã Phong Lạc có 8 ấp: Công Bình, Đất Cháy, Lung Trường, Rạch Bần, Tân Bằng, Tân Lập, Tân Lợi, Tân Thành.

Ngày 12 tháng 6 năm 2025, Quốc hội ban hành Nghị quyết số 202/2025/QH15 về việc sắp xếp đơn vị hành chính cấp tỉnh (nghị quyết có hiệu lực từ ngày 12 tháng 6 năm 2025). Theo đó, sáp nhập tỉnh Bạc Liêu vào tỉnh Cà Mau.
Ngày 16 tháng 6 năm 2025, Ủy ban Thường vụ Quốc hội ban hành Nghị quyết số 1655/NQ-UBTVQH15 về việc sắp xếp các đơn vị hành chính cấp xã của tỉnh Cà Mau năm 2025 (nghị quyết có hiệu lực từ ngày 16 tháng 6 năm 2025). Theo đó, thành lập xã Trần Văn Thời thuộc tỉnh Cà Mau trên cơ sở toàn bộ 21,4 km² diện tích tự nhiên, quy mô dân số là 14.089 người của thị trấn Trần Văn Thời thuộc huyện Trần Văn Thời; toàn bộ 28,4 km² diện tích tự nhiên, quy mô dân số là 10.940 người của xã Khánh Lộc thuộc huyện Trần Văn Thời; toàn bộ 33,37 km² diện tích tự nhiên, quy mô dân số là 11.725 người của xã Phong Lạc thuộc huyện Trần Văn Thời; điều chỉnh 17,15 km² diện tích tự nhiên, quy mô dân số là 4.755 người của xã Phong Điền thuộc huyện Trần Văn Thời; điều chỉnh 27,32 km² diện tích tự nhiên, quy mô dân số là 11.342 người của xã Trần Hợi thuộc huyện Trần Văn Thời và điều chỉnh 6,77 km² diện tích tự nhiên, quy mô dân số là 3.046 người của xã Lợi An thuộc huyện Trần Văn Thời.
Xã Trần Văn Thời có 134,41 km² diện tích tự nhiên và quy mô dân số là 55.897 người.